# Колосов, Михаил Николаевич (химик)
Михаи́л Никола́евич Ко́лосов (11 мая 1927, Курск — 26 февраля 1985 или 1985, Москва) — советский химик, академик АН СССР (1974), с 1965 г. заведующий лабораторией химии генов Института биоорганической химии им. М. М. Шемякина АН СССР. Лауреат Ленинской премии (1984).

## Образование
С 1943 г. по 1944 г. обучался в Уральском индустриальном институте им. С. М. Кирова города Свердловск. Затем в 1944 г. поступил в Московский институт тонкой химической технологии им. М. В. Ломоносова (МИТХТ) и окончил его в 1952 г., в 1951 — аспирантуру. Тема кандидатской диссертации (1952) — «Синтез эзериноподобных соединений». В 1964 г. присуждена степень доктора химических наук за диссертацию «Исследования в области тетрациклинов». В 1967 г. утверждён в звании профессора по специальности «Органическая химия»

## Карьерный путь
- В 1948—1951 аспирант МИТХТ им. М. В. Ломоносова
- В 1951—1959 старший химик, младший научный сотрудник, с 1954 г. старший научный сотрудник Института биологической и медицинской химии Академии медицинских наук СССР (Москва);
- В 1959—1965 старший научный сотрудник Института химии природных соединений АН СССР (ныне — Институт биоорганической химии им. акад. М. М. Шемякина и Ю. А. Овчинникова (ИБХ) РАН);
- С 1965 зав. лабораторией химии продуктов микробного синтеза ИХПС АН СССР (с 1972 г. — лаборатория химии генов).

В 1966—1975 по совместительству — заведующий отделом инструментальных методов анализа Института биохимии и физиологии микроорганизмов АН СССР.
Член-корреспондент Академии наук СССР (1966), академик (1974).

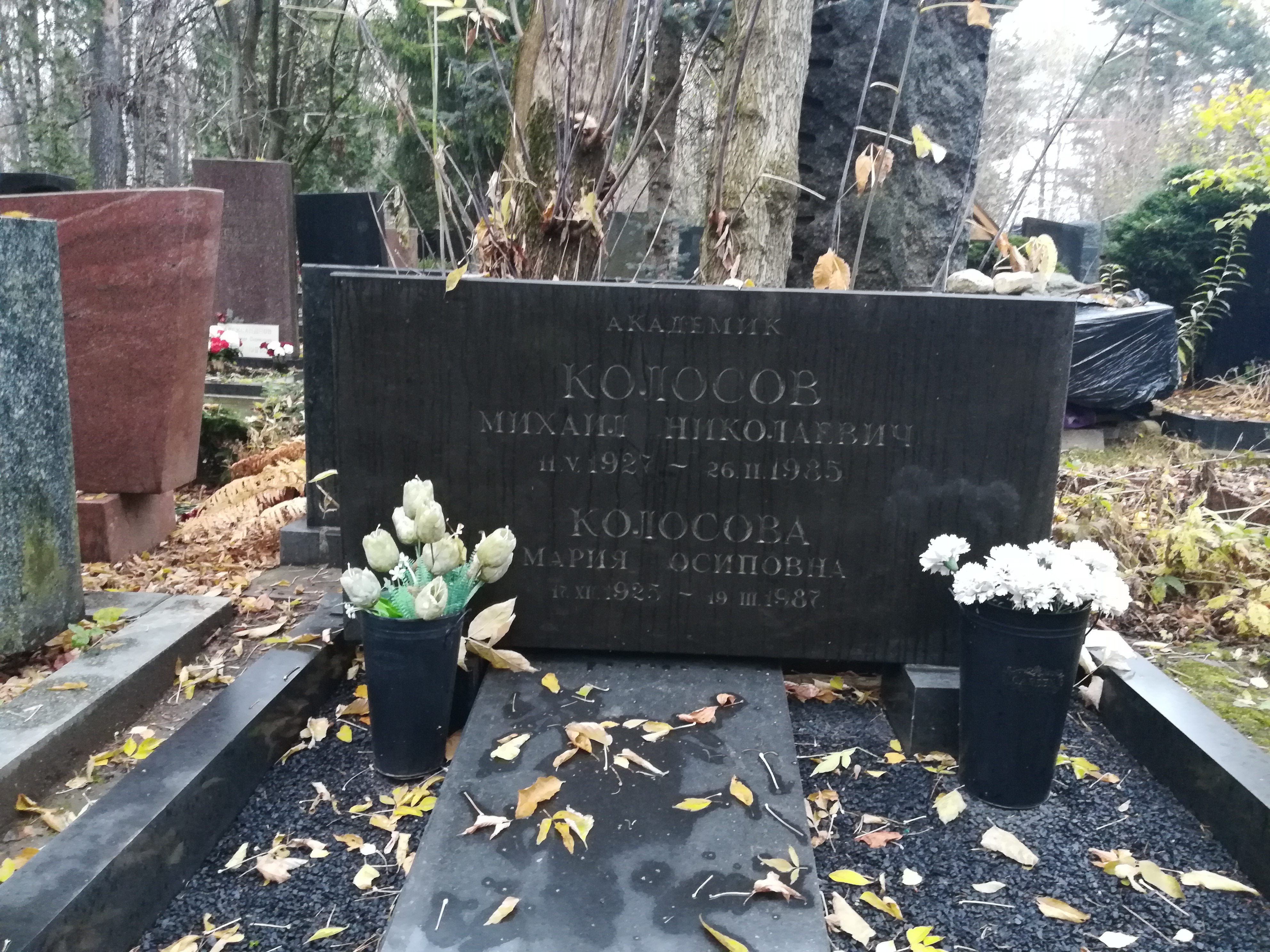
Могила на Кунцевском кладбище

Похоронен на Кунцевском кладбище.

## Основные научные результаты
- 1951—1970 занимался разработкой первого полного синтеза тетрациклиновых антибиотиков и исследования их стереохимии. Изучал строения и стереохимии антибиотиков группы ауреоловой кислоты и других антибиотиков микробного и растительного происхождения.
- 1970—1985 проводил синтетические исследования сегментов ДНК. Первым объектом послужил структурный ген валиновой тРНК дрожжей. С помощью разработанных методов получены многочисленные олигодезоксирибонуклеотиды искусственных генов, в том числе гена интерферона альфа-2 человека, гена бета-галактозидазы Е.coli и целого ряда бактериальных промоторов.

## Из библиографии
Один из авторов монографии: Шемякин М. М., Хохлов А. С., Колосов М. Н. и др. Химия антибиотиков, 3-е изд., т. 1-2, М.: Изд-во АН СССР, 1961.

## Награды
- Юбилейная медаль «За доблестный труд. В ознаменование 100-летия со дня рождения Владимира Ильича Ленина» (1970)
- Орден Трудового Красного Знамени — за заслуги в развитии советской науки и в связи с 250-летием Академии наук СССР (1975)
- Орден Октябрьской Революции — за заслуги в развитии советской науки (1981)
- Премия имени М. М. Шемякина АН СССР — за цикл работ на тему «Синтез искусственных генов» (1977—1981 гг.) (совместно с В. Н. Добрыниным и В. Г. Коробко — 1983)
- Ленинская премия — за цикл работ в области молекулярной биологии (совместно с Е. Д. Свердловым) (1984)